# Karel Kolský
Karel Kolský (Kladno, 21 de setembre de 1914 - Plzeň, 17 de febrer de 1984) fou un jugador i entrenador de futbol txec de les dècades de 1930 i 1940.
Pel que fa a clubs, defensà els colors de l'Sparta Praga. Fou 15 cops internacional amb la selecció de Txecoslovàquia, amb la qual participà en el Mundial de 1938. També fou l'entrenador de la selecció al Mundial de 1958. Altres clubs entrenats foren l'Sparta Praga, SK Kladno, Dukla Praga, Viktoria Plzeň, Zbrojovka Brno i el polonès Wisła Kraków.